# 巴勒斯坦難民
巴勒斯坦難民源於巴勒斯坦託管地的居民與他們的後代，在第一次中東戰爭（1947–1949年）期間，有400至600個巴勒斯坦村莊被洗劫一空，超過70萬巴勒斯坦阿拉伯人（約佔戰前巴勒斯坦阿拉伯人人口的一半）逃離或被驅逐出家園。1967年的六日戰爭，約有28萬至32萬名巴勒斯坦人逃離了被以色列佔領的領土。多數巴勒斯坦難民居住於約旦、黎巴嫩、敘利亞、西岸、加沙地帶境內或邊境的六十八個巴勒斯坦難民營。
在2019年，超過五百六十萬巴勒斯坦人被聯合國難民署所屬的聯合國近東巴勒斯坦難民救濟和工程處（UNRWA）登記為難民， 他們當中有超過一百五十萬人居住在 UNRWA 所設置的難民營。一般來說，巴勒斯坦難民的定義不包含國內流離失所者，他們被視為以色列公民。據估計約有一百零五萬至一百三十八萬流亡巴勒斯坦人的後代未被聯合國登記為難民。
2015 年 1 月按国家或地区分列的聯合國近東巴勒斯坦難民救濟和工程處（UNRWA）登记的巴勒斯坦难民人数如下：
| 约旦       | 2,117,361 |
| 加沙地带   | 1,276,929 |
| 约旦河西岸 | 774,167   |
| 叙利亚     | 528,616   |
| 黎巴嫩     | 452,669   |
| 总计       | 5,149,742 |

## 來源
1. ↑  Morris 2001，第252–258頁.
2. ↑  The exact number of refugees is disputed. See List of estimates of the Palestinian Refugee flight of 1948 for details.
3. ↑  Bowker 2003，第81頁.
4. ↑  UNRWA: FAQ: As of 2019, over 5.6 million Palestine refugees were registered as such with the Agency